# Hemihyalea fuscescens
Hemihyalea fuscescens là một loài bướm đêm thuộc phân họ Arctiinae, họ Erebidae.